# Annie Koutrakis
Annie Koutrakis (parfois appelée Anna Koutrakis) est une femme politique canadienne. Elle est députée libérale de Vimy à la Chambre des communes depuis les élections fédérales canadiennes du 21 octobre 2019.              

## Biographie
Annie Koutrakis est née à Montréal de parents d'origine grecque ayant immigré au Canada en 1957[réf. souhaitée]. Elle passe ses premières années dans le quartier de Parc-Extension, avant de déménager à Laval en 1976[réf. souhaitée], où réside encore sa famille. Elle étudie au Collège Dawson où elle obtient un diplôme en sciences sociales et administration. Elle travaille durant 30 ans dans le secteur des finances, le plus récemment chez la branche montréalaise de Raymond James Ltée. Elle s'implique dans la communauté hellénique de Montréal, étant membre du conseil d'administration des Services sociaux helléniques du Québec et trésorière de la Communauté hellénique du Grand Montréal. Elle siège également aux conseils d’administration du CLSC Norman-Bethune et de la Chambre de commerce hellénique du Montréal métropolitain.
En février 2019, dans une période difficile pour l'organisme Communauté hellénique du Grand Montréal (Hellenic Community of Greater Montreal), le bureau de direction en place est contesté et une élection spéciale est programmée pour le 9 juin,. Annie Koutrakis dirige une équipe de candidats qui vise à remplacer les dirigeants en poste,. Son équipe est élue, elle devient donc la première femme présidente-directrice générale de la Communauté hellénique du Grand Montréal. Elle cause une certaine controverse en décidant que les réunions du conseil d'administration se tiendront désormais à huis clos.

### Carrière politique
Peu avant la campagne électorale pour les élections fédérales du 21 octobre 2019, le Parti libéral évince la députée en place Eva Nassif, en poste depuis les élections de 2015. Les instances centrales du Parti nomment par la suite discrètement Annie Kouriakis sans consulter l'association de circonscription. Celle-ci refuse de transférer les fonds électoraux à la nouvelle candidate, ce qui force cette dernière à utiliser de l'argent des instances centrales du parti pour financer sa campagne. Devant le refus de l'association d'accepter la nouvelle candidate, le parti n'a d'autre choix que de destituer son exécutif et le remplacer par un autre de son choix. La candidate ne semble pas avoir beaucoup d'appuis dans la communauté grecque de Montréal, selon l'éditeur du Montreal Greek Times.
Cependant, au soir des élections, Annie Koutrakis remporte quand même le vote avec une majorité confortable.

### Vie privée
Annie Koutrakis parle l'anglais, le grec et le français. Elle est mère de deux enfants adultes.